# Microbryum vlassovii
Microbryum vlassovii là một loài Rêu trong họ Pottiaceae. Loài này được (Lazarenko) R.H. Zander mô tả khoa học đầu tiên năm 1993.